# Ramon Zupko
Ramon Zupko (Pittsburgh, Pennsylvania, 14 november 1932 – 22 oktober 2019) was een Amerikaans componist en muziekpedagoog.

## Levensloop
Zupka schreef zijn eerste kleine composities op pas 10-jarige leeftijd. Hij studeerde aan de Juilliard School of Music vooral compositie bij Vincent Persichetti, maar ook bij Aaron Copland en Otto Leuning. Zijn Bachelor of Music en zijn Master of Science behaalde hij ook aan dit gerenommeerd Amerikaans conservatorium. Zijn studies voltooide hij - dankzij een studiebeurs van het Fulbright-programma - tijdens een 5-jarige studie in Europa onder andere bij Michael Gottfried Koenig te Hilversum en van in 1958 en 1959 bij Karl Schiske aan het Vienna Konservatorium in Wenen.
Hij werd docent aan het Chicago College of Performing Arts - Music Conservatory van de Roosevelt Universiteit in Chicago. In 1971 wisselde hij aan de School of Music van de Western Michigan University, te  Kalamazoo, waar hij professor voor compositie en muziektheorie en van 1967 tot 1971 directeur van het Elektronisch studio aan het Chicago Musical College werd. Hij was een geëmitteerd professor of music aan de School of Music van de  Western Michigan University.
Hij was lid van de American Composers Alliance en de American Music Center. Als componist schreef hij tot nu rond 100 werken. Hij kreeg talrijke prijzen en onderscheidingen.

## Composities

### Werken voor orkest
- 1956 Pastorale, voor klarinet en orkest
- 1957 Ballade, voor orkest
- 1957 Elegy, voor strijkorkest
- 1961 Variations, voor orkest
- 1961 Prelude and Bagatelle, voor strijkorkest
- 1961 Prologue, Aria and Dance, voor hoorn en strijkorkest
- 1962 Concerto (Sonzogno), voor viool en orkest
- 1967 Translucents, voor strijkorkest
- 1971 Radiants, voor orkest
- 1979 Windsongs, concerto voor piano en orkest
- 1981 Life Dances, voor orkest
- 1982 Canti Terrae, voor orkest
- 1986 Symfonie "Blue Roots, voor orkest
- 1991-1992 Vox Naturae, concerto voor koperkwartet en orkest

### Werken voor harmonieorkest
- 1961 March
- 1961 Dialogues and a Dance, voor harmonieorkest
- 1961 Ode and Jubilation, voor harmonieorkest
- 1962 Dance Prelude, voor harmonieorkest
- 1966 Conversions, voor harmonieorkest
- 1967 Tangents, voor 18 koperblazers
- 1973 Trichromes, voor harmonieorkest en geluidsband
- 1981 Rituals and Dances, voor 18 instrumenten
- 1984 Symfonie "Earth and Sky", voor harmonieorkest

### Muziektheater
- 1975-1976 Proud Music of the Storm, multimedia en theaterdansers
- 1995-1997 The Nightingale, multimedia opera

### Werken voor koor
- 1961 Psalm no. 8, voor gemengd koor
- 1961 Breaking of Nations, voor gemengd koor
- 1962 This is the Garden, voor gemengd koor, solo-instrumenten en strijkers
- 1962 All The Pretty Horses, voor gemengd koor en kamerorkest
- 1966 120th Psalm, voor gemengd koor
- 1966 Weathers, voor gemengd koor
- 1966 Pied Beauty, voor gemengd koor
- 1974 Salve Pacis Nuntia, voor gemengd koor

### Vocale muziek
- 1955 Songs of Childhood, voor sopraan en piano
- 1955 The City in the Sea, voor mezzosopraan en strijkkwartet
- 1956 Spring pastorale, voor mannenstem en piano
- 1957 Cradle Song, voor sopraan en piano
- 1965 La Guerre, trilogie voor vrouwenstem en kamerensemble
- 1965 Metacycles, trilogie voor vrouwenstem en kamerensemble
- 1972 Voices, voor sopraan en geluidsband
- 1982 Where the Mountain Crosses, cyclus voor mezzosopraan en piano

### Kamermuziek
- 1956 Aria and Toccata, voor cello en piano
- 1956 Two Canzonas, voor 2 fluiten en piano
- 1957 Sonata +, voor viool en piano
- 1957 Song and Dance, voor hoorn en piano
- 1957 Introduction and Bagatelle voor 10 instrumenten
- 1957 Epitaph, voor strijkkwartet
- 1959-1960 Trio, voor viool, cello en piano
- 1961 Variations, voor cello en piano
- 1962 Four Preludes, voor koperkwartet
- 1964 Reflexions, voor 8 instrumenten
- 1973 Masques, voor geprepareerd piano en koperkwintet
- 1974 Fixations, voor piano, viool, cello en geluidsband
- 1979 Fantasies, voor blazerskwintet
- 1980 Noosphere, voor strijkkwartet
- 1985 Solo Passages, voor fluit, hoorn, harp en strijktrio
- 1986 Pro and Contra Dances, voor koperkwintet
- 1989 Chorale, voor koperkwintet

### Werken voor orgel
- 1956 Interlude
- 1984 Te Deum Trilogy

### Werken voor piano
- 1955 Night Music
- 1956 Adagio and Scherzo
- 1957 Six Preludes, voor piano
- 1959-1960 Sonata
- 1960-1964 Images, vijftien stukken voor kinderen
- 1964 Winter '64
- 1977 Nocturnes, voor twee piano's
- 1978 Fluxus II
- 1980 Somewhere Gladly Beyond
- 1990 Folksody, voor piano trio
- 1995 Chaconne, voor piano solo
- 2004 Fantasia, voor piano

### Werken voor gitaar
- 1987 Fluxus IV

### Elektronische muziek
- 1969 Emulations, voor piano en geluidsband
- 1971 Spring Sonata, voor geluidsband
- 1972 Voices, voor sopraan en geluidsband
- 1972 Creation, voor geluidsband
- 1973 Trichromes, voor harmonieorkest en geluidsband
- 1974 Fixations, voor piano, viool, cello en geluidsband
- 1977 Fluxus I, voor geluidsband
- 1978 Fluxus III, voor geprepareerde viool, slagwerk en geluidsband
- 1987 Fluxus V, voor klarinet en geluidsband
- 1988 Fluxus VI, voor trompet en geluidsband
- 1988 Fluxus VII, voor trombone en geluidsband
- 1988 Fluxus VIII, voor altsaxofoon en geluidsband
- 1990 Fluxus IX, voor piano en geluidsband
- 1993 Fluxus X, voor hoorn en geluidsband
- 1994 Fluxus XI, voor fluit en geluidsband
- 1994 Fluxus XII, voor mallet instrument en geluidsband